# كيفن تومسون (لاعب كرة قاعدة)
كيفن تومسون (بالإنجليزية: Kevin Thompson)‏ هو لاعب كرة قاعدة أمريكي، ولد في 18 سبتمبر 1979 في فورت وورث في الولايات المتحدة.

## وصلات خارجية
- كيفن تومسون على موقع دوري كرة القاعدة الرئيسي (الإنجليزية)
- كيفن تومسون على موقعبيزبول رفرنس.كوم (الدوري الرئيسي) (الإنجليزية)
- كيفن تومسون على موقعبيزبول رفرنس.كوم (الدوري الثانوي) (الإنجليزية)
- كيفن تومسون على موقع إي إس بي إن.كوم (أم.أل.بي) (الإنجليزية)
- كيفن تومسون على موقع مشجعي الرسوم البيانية (الإنجليزية)